# Юмратка (село)
Юмратка (чув. Юмарткка) — село в Кошкинском районе Самарской области в составе сельского поселения Новая Кармала.

## География
Находится на расстоянии примерно 23 километра по прямой на север-северо-запад от районного центра села Кошки.

## История
Основана чувашскими переселенцами.  
Другое историческое название Емураткино (Емуратка) при речке Аксумла. Основано чувашом по имени Юмарткка на русский лад Емуратка. Имя Юмарткка - является типично тюркским и с чувашского переводится как: щедрый, сердечный, ласковый, простодушный, простосердечный, наивный. Замахш. юмартлык «великодушие»; кирг. жоомарт, тат., ног. юмарт, казах., к. калп., туркм. жомарт, тур. джоомерт, уйг. мәрт, узб. мард «щедрый», «великодушный»; башк. йомарт «хлебосольный», «щедрый». Слово заимствовано из перс яз.: (джӓван-мӓрд) «благородный», «великодушный».
С течением времени название было искажено до Юмрат-ка на русский лад.  

## Население
Постоянное население составляло 137 человека (русские 70%, чуваши 26%) в 2002 году, 123 в 2010 году.